# Mindre lira
Mindre lira (Puffinus puffinus) är en fågel som tillhör familjen liror inom ordningen stormfåglar. Den häckar i Nordatlanten kolonivis i bohålor utmed kuster och på öar.

## Utseende och läte
Mindre lira är en relativt liten lira, 30–38 centimeter lång och med ett vingspann på 76–89 centimeter. Den har lirornas typiska "bågande" flykt, då den tippar från ena till andra sidan på stela vingar med få vingslag och vingspetsar som nästan nuddar vattnet. Fågeln ser ut som ett flygande kors, med vingarna utsträckta från kroppen, och den byter färg från svart till vitt när den svarta ovansidan och den vita undersidan omväxlande blir synliga när den färdas lågt över havet.

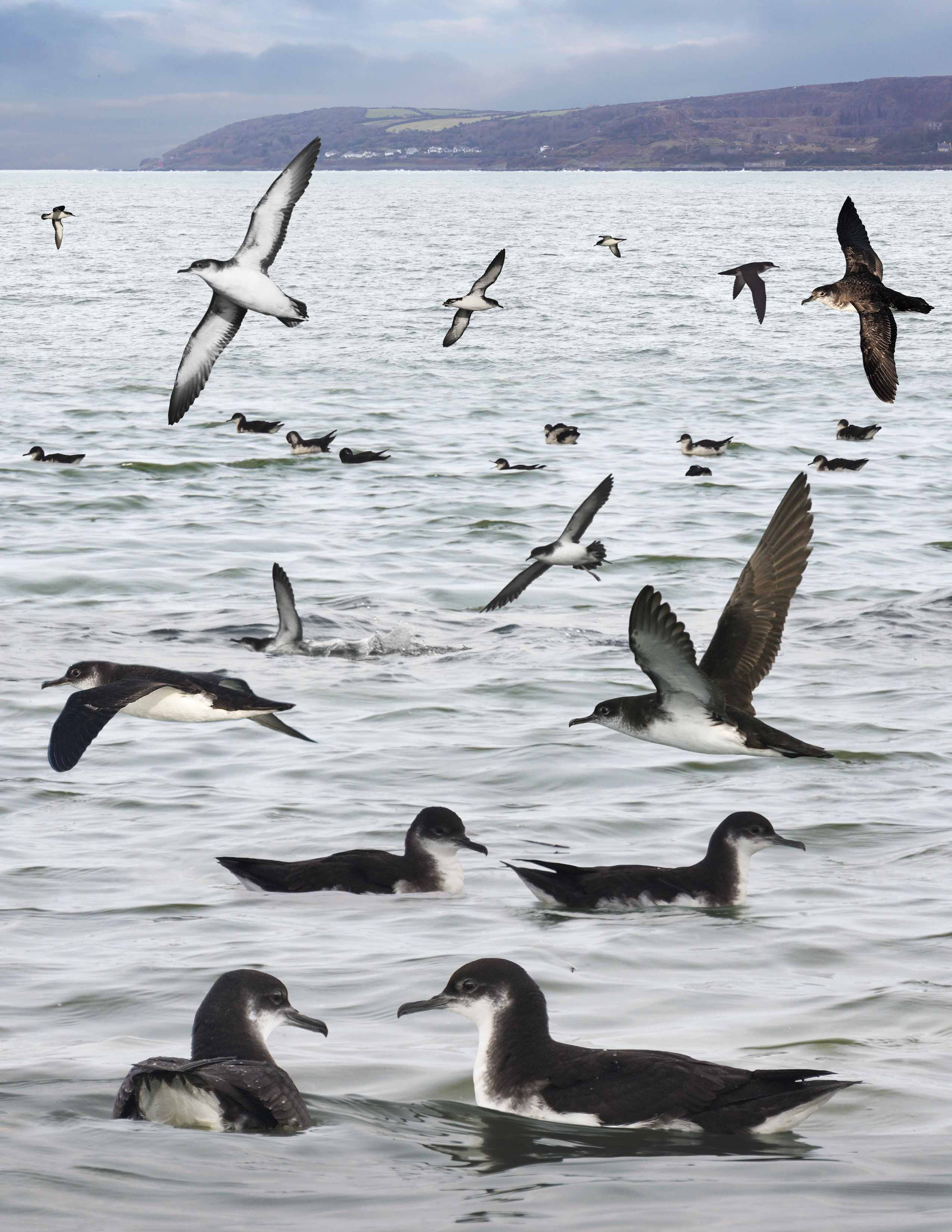
Kollage med bilder av mindre lira.

De båda arterna medelhavslira och balearisk lira (som tidigare behandlades som underarter till mindre lira) är mycket lika. Den förra är näranog identisk, med brungrå och ej lika svartaktig ovansida, kortare stjärt så att fötterna sticker ut och vanligen svart armhåleband och mörka undre stjärttäckare. Den saknar också oftast mindre lirans ljusa halvmåne bakom mörk kind. Balearisk lira skiljer sig tydligare från mindre lira, med större storlek, solkigt brunvit undersida, brunsolkiga armhålor och brunaktig på undergump och buk.
Till havs är den tystlåten, men på häckplats hörs mörka förnätter stammande och hesa "ac-ka tjich-ach" och liknande.

## Utbredning
Arten häckar i Nordatlanten, dels utanför södra Island, Färöarna, Irland, Wales, Skottland, England  och Kanalöarna, dels i Makaronesien i Azorerna, Madeira och La Palma och Teneriffa i Kanarieöarna, tidigare även i Desertasöarna. Sedan omkring 1970 häckar den också häckat vid nordöstra Nordamerikas atlantkust från Newfoundland till Massachussetts. Mindre liror flyttar över 10 000 kilometer till Sydamerika på vintern. 

### Förekomst i Sverige
Mindre lira observeras årligen i Sverige, oftast på Västkusten vid kraftiga västliga vindar.

## Systematik
Arterna balearisk lira (Puffinus mauretanicus) och medelhavslira (Puffinus yelkouan) kategoriserades tidigare som underarter av denna art, men har idag artstatus, antingen tillsammans eller var för sig. Mindre lira i begränsad mening behandlades tidigare som monotypisk, det vill säga att den inte delas in i några underarter. Sedan 2020 urskiljs dock populationen på La Palma och Teneriffa i Kanarieöarna som den egna underarten canariensis efter studier.

## Ekologi
Mindre lira bildar stora flockar, särskilt under flyttningen på hösten. Den är tyst när den är till havs, men vid häckningskolonierna på natten hörs kacklande rop.
Arten livnär sig av småfisk, särskilt sill, skarpsill och sardiner, men även kräftdjur, bläckfiskar och flytande avfall. Fågeln söker föda ensam eller i små grupper och utnyttjar havslevande däggdjur och fiskstim som för upp byten till ytan. Den följer inte efter båtar. Den har sina bon i hålor som endast besöks på natten för att undvika predatorer. Fåglarna bildar livslånga monogama par. 

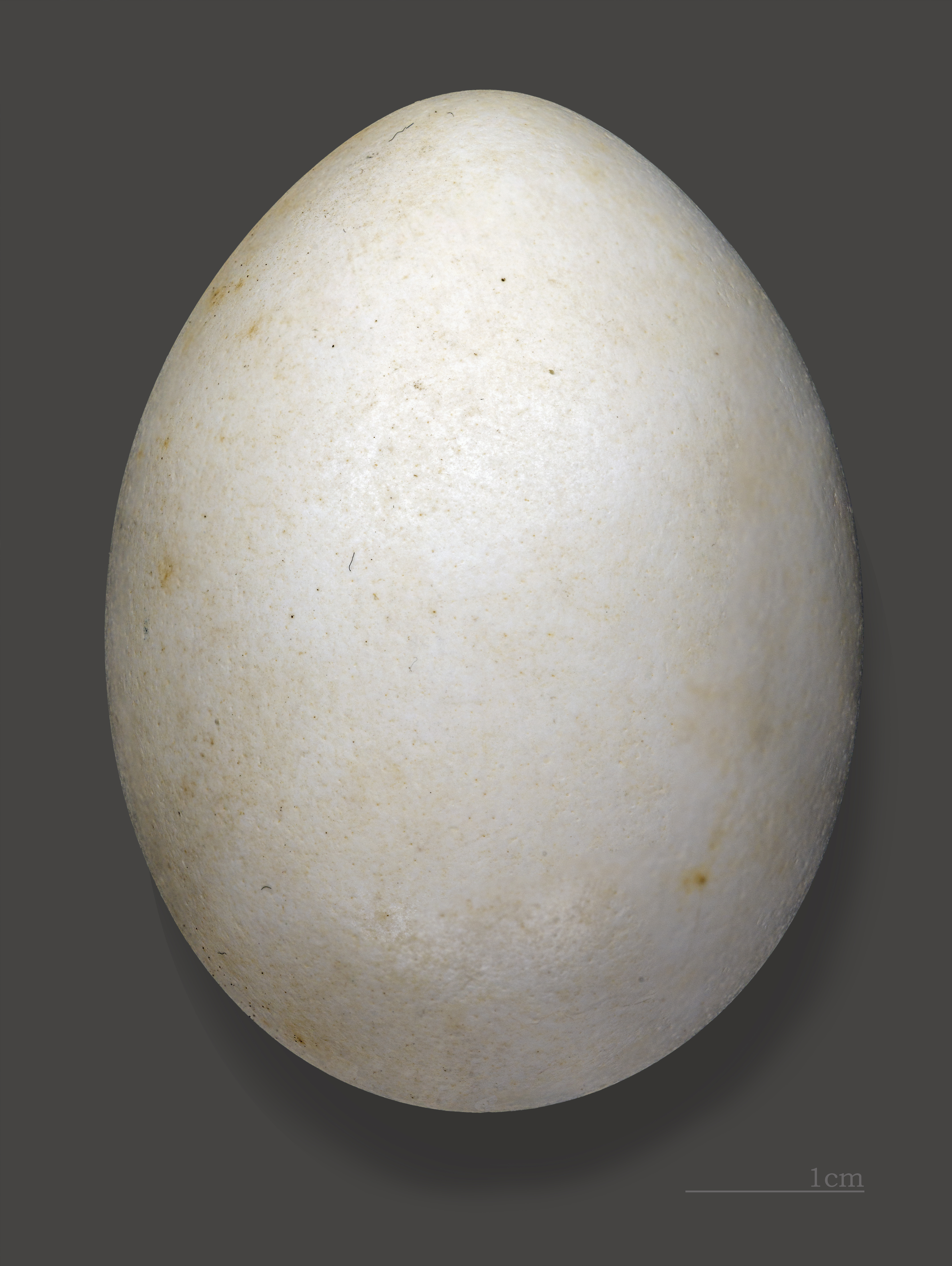
Ägg av mindre lira ur Muséum de Toulouses samling.

Mindre lira är exceptionellt långlivad. En individ ringmärktes som adult (minst fem år gammal) 1957 i Storbritannien. Den återfanns i april 2002 häckande på Bardsey Island i Wales, då den alltså var omkring 50 år gammal.

## Status och hot
Arten har ett stort utbredningsområde och en stor population med okänd utveckling. Utifrån dessa kriterier kategoriserar IUCN arten som livskraftig (LC). I Europe, som täcker mer än 95 % av artens utbredningsområde, tros det häcka 342 000–393 000 par. 2004 uppskattades världspopulationen till åtminstone en miljon individer.